# Alan Reed
Alan Reed (20 de agosto de 1907 – 14 de junio de 1977) fue un actor estadounidense, conocido por ser la voz original de Pedro Picapiedra en Los Picapiedra, así como en varias series derivadas.

## Biografía

### Primeros años
Su verdadero nombre era Edward "Teddy" Bergman, y nació en Nueva York. Estudió periodismo en la Universidad de Columbia, iniciando posteriormente su carrera interpretativa en la ciudad, trabajando finalmente en el teatro en Broadway. 

### Carrera interpretativa
Durante un tiempo seguía haciéndose llamar Bergman o Alan Reed, según el papel a interpretar (Reed para las comedias y Bergman para papeles serios). Fue capaz de actuar en 22 dialectos diferentes, y tuvo una exitosa carrera como presentador de radio y actor teatral antes de empezar a trabajar en la televisión y el cine. En 1964-1965, trabajó de manera recurrente en el papel de Mr. Swidler en la serie televisiva de la ABC Mickey, protagonizada por Mickey Rooney. También intervino en Ángeles sin brillo, Breakfast at Tiffany's, Viva Zapata!, Nob Hill, y otras varias películas, así como en una actuación como artista invitado en El show de Dick van Dyke. Su última actuación como Pedro Picapiedra fue en un cameo en un episodio de Las olimpíadas de la risa.

#### Trabajo radiofónico
En su trabajo para la radio se incluyen sus papeles como Solomon Levy en Abie's Irish Rose, Falstaff Openshaw en el show de Fred Allen radiado por la NBC "Allen's Alley", Clancey y otros personajes ocasionales en el programa de la NBC Duffy's Tavern, el jefe de Chester Riley en The Life of Riley (NBC) y, finalmente, Pasquale en Life with Luigi (CBS).

### Fallecimiento
Reed falleció a causa de un infarto agudo de miocardio en Los Ángeles, California, poco antes de cumplir los 70 años. Su cuerpo fue donado para investigación médica a la Universidad de Loma Linda.